# Jeffrey Chiesa
Jeffrey Chiesa (Bound Brook, 1965. június 22. –) az Amerikai Egyesült Államok szenátora (New Jersey, 2013).